# 河東町福島
河東町福島（かわひがしまち ふくしま）は、福島県会津若松市の大字である。郵便番号は969-3402。

## 地理
会津若松市北部の河東地区（旧河沼郡河東町域）に属する。東で河東町岡田、南東で河東町大田原、南で河東町代田、西で河沼郡湯川村笈川、北西で湯川村湊、北で喜多方市塩川町金橋とそれぞれ隣接する。概ね町村制施行以前の河沼郡福島村の流れを汲む地域である。河東地区北西端に位置し、一級水系阿賀野川水系日橋川左岸側平野部の一部を主な範囲とする。西部を南北に国道121号とJR磐越西線が、東部を福島県道69号北山会津若松線がそれぞれ縦断する。域内全域にわたり水田が広がり、南西部の西屋敷、南部の大曲、北部の島原、東面に集落が点在する。

### 河川・湖沼
一級水系阿賀野川水系
- 日橋川

### 主な字
字
- 悪戸前甲
- 大曲
- 大曲乙
- 家老坪甲
- 島原

- 島原甲
- 遠下乙
- 東面
- 東面甲
- 西屋敷

- 西屋敷乙
- 宮前乙
- 村西乙
- 簗前
- 簗前甲

- 割田
- 割田甲

## 歴史
- 1875年 - 西屋敷分、島村が統合され福島村が発足する。
- 1879年1月27日 - 福島村が福島県内における郡区町村制の施行により河沼郡の村となる。
- 1889年4月1日 - 町村制の施行により福島村が周辺7村と合併し堂島村が発足する。旧福島村域は堂島村の大字となる。
- 1957年4月1日 - 堂島村が日橋村と合併して河東村が発足し、河東村の大字となる。
- 1978年4月1日 - 河東村が町制施行し、河東町の大字となる。
- 2005年11月1日 - 河東町が会津若松市に編入され、会津若松市の大字となる。

## 世帯数と人口
2024年1月1日現在の世帯数と人口は以下の通りである。
| 大字       | 世帯数  | 人口  |
| ---------- | ------- | ----- |
| 河東町福島 | 126世帯 | 328人 |

## 小・中学校の学区
市立小・中学校に通う場合、学区は以下の通りとなる。
| 番地 | 小学校                       | 中学校                       |
| ---- | ---------------------------- | ---------------------------- |
| 全域 | 会津若松市立河東学園前期課程 | 会津若松市立河東学園後期課程 |

## 交通

### 鉄道
JR東日本
- 磐越西線

### 道路
- 国道121号
- 福島県道69号北山会津若松線
  - 堂島橋

## 施設
- 大曲公民館
- 島多目的集落センター
- 諏訪神社